# Tüzek Anglia felett
A Tüzek Anglia felett (eredeti címe: Fire Over England) 1937-ben bemutatott brit háborús filmdráma, amelyet William K. Howard rendezett. A forgatókönyvet A. E. W. Mason azonos című regénye alapján Clemence Dane és Sergei Nolbandov készítették. A produkció főbb szerepeiben Laurence Olivier, Vivien Leigh és Flora Robson. 1937. január 8-án mutatták be az Egyesült Államokban Los Angelesben. Magyarországon a televízióban jelent meg először 1967. december 25-én.

## Cselekmény
I. Erzsébet királynő uralkodása idején Angliát a spanyol armada közelgő érkezése aggasztja. 1588-ban Spanyolország és Anglia viszonya törésponton van. I. Erzsébet királynő támogatásával az angol kalózhajók, mint például Sir Francis Drake, rendszeresen elfogják az Újvilágból aranyat hozó spanyol kereskedelmi hajókat. Erzsébet legfőbb tanácsadói a lord kincstárnok, Lord Burleigh és régi csodálója, Robert Dudley, Leicester grófja. Burleigh 18 éves unokája, Cynthia, Erzsébet egyik udvarhölgye, és az idősödő királynő féltékeny a lány szépségére.
A Don Miguel vezette spanyolok és a régi barát, Sir Richard Ingolby vezette angolok tengeri csatájában az angolok fogságba esnek. Miguel lehetővé teszi Richard fiának, Michaelnek, a menekülést. Michael Miguel birtokán úszik partra, sebeit Miguel lánya, Elena látja el, aki hamarosan beleszeret a jóképű angolba, annak ellenére, hogy eljegyezték. A hónapok múlásával Michael felépül, és sajnálja, hogy távol kell lennie szerelmétől, Cynthiától, de Elena bájai mégis lenyűgözik.
Miguel elhozza Michaelnek a szomorú hírt, hogy apját, Sir Richardot eretnekként kivégezték. A gyászoló Michael feljelenti megmentőit, és egy kis halászhajón Angliába menekül. Amikor meghallgatást kap a királynőtől, arra buzdítja, hogy bármilyen eszközzel harcoljon a spanyol fenyegetés ellen, és örök hűséget esküszik neki. Erzsébetnek hízelgő a fiatalember buzgó odaadása, és később alkalma nyílik arra, hogy éljen a felajánlott szolgálattal, amikor Hillary Vane-t, a Spanyolországnak kémkedő angolt megölik, mielőtt angol összeesküvőinek nevére fény derülhetne.
Michael Vane-nek álcázva magát II. Fülöp spanyol király udvarába megy, hogy megszerezze a leveleket, amelyekkel életbe lép az Erzsébet elleni merénylet terve. A palotában Michael találkozik Elenával. Apját az angolok megölték, és a lány most Don Pedro, a palota kormányzójának felesége. Elena ameddig csak tudja, titokban tartja Michael kilétét, de végül a férje iránti hűségből kénytelen elmondani neki. Fülöp király átlát Michael álcáján, és elrendeli letartóztatását. Pedro segít neki megszökni, hogy ne derüljön ki, hogy a felesége egy eretneket támogatott. 
A spanyol armada Anglia ellen hajózik, és Erzsébet Tilburyben beszédet intéz seregéhez. Michael ott találkozik vele, és felfedi az árulók nevét. Erzsébet lovaggá üti a férfit, mielőtt szembeszáll a hat árulóval, és meghívja őket, hogy teljesítsék be tervüket, és öljék meg őt. Szégyentől elborzadva beleegyeznek, hogy elkísérjék Michaelt egy olyan küldetésre, amelynek során tűzhajókat vetnek be egy éjszakai támadásban az Anglia partjainál csoportosuló armada ellen. A taktika sikerrel jár, és Erzsébet engedélyezi Michael és Cynthia házasságát.

## Szereplők
| Szerep                  | Színész          | Magyar hangja |
| ----------------------- | ---------------- | ------------- |
| I. Erzsébet királynő    | Flora Robson     | Győri Ilona   |
| II. Fülöp király        | Raymond Massey   |               |
| Robin, Leicester grófja | Leslie Banks     |               |
| Michael Ingolby         | Laurence Olivier | Juhász Jácint |
| Cynthia                 | Vivien Leigh     | Földi Teri    |
| Lord Burleigh           | Morton Selten    |               |
| Elena                   | Tamara Desni     |               |
| Sir Richard Ingolby     | Lyn Harding      |               |
| Mr Lawrence Gregory     | George Thirlwell |               |
| spanyol nagykövet       | Henry Oscar      |               |
| Don Miguel              | Robert Rendel    |               |
| Don Pedro               | Robert Newton    |               |
| Don Escobal             | Donald Calthrop  |               |
| Valdez admirális        | Charles Carson   |               |
| Hillary Vane            | James Mason      |               |
| Sir James Tarleton      | Francis de Wolff |               |